# حاملات الطائرات فئة نيمتز
 حاملات الطائرات فئة نيمتز (بالإنجليزية: USS Nimitz (CVN-68))‏ هي مجموعة من حاملات الطائرات الأمريكية العملاقة, وتعد هذه المجموعة من أضخم السفن الحربية في العالم. سميت على اسم آمر الأسطول الأمريكي في المحيط الهادئ إبان الحرب العالمية الثانية شيستر نيمتز. دخلت أولى الحاملات من خذخ الفئة وهي يو إس إس نيمتز الخدمة عام 1975 واليوم ثمة عشر حاملات طائرات من هذه الفئة لدى البحرية الأمريكية. قررت الولايات المتحدة وقف هذا النوع من الحاملات واستبداله بـ حاملات الطائرات فئة فورد

## الحاملات فئة نيمتز
صنعت البحرية الأمريكية عشر حاملات طائرات من هذه الفئة وجميعهن اليوم في الخدمة وهن:
| #      | صورة | الاسم                   | بدأت الخدمة | الحالة     |
| ------ | ---- | ----------------------- | ----------- | ---------- |
| CVN-68 |      | يو إس إس نيمتز          | 1975        | قيد الخدمة |
| CVN-69 |      | يو إس إس دوايت أيزنهاور | 1978        | قيد الخدمة |
| CVN-70 |      | يو اس اس كارل فينسن     | 1982        | قيد الخدمة |
| CVN-71 |      | يو إس إس ثيودور روزفلت  | 1986        | قيد الخدمة |
| CVN-72 |      | يو إس إس ابراهام لينكون | 1989        | قيد الخدمة |
| CVN-73 |      | يو إس إس جورج واشنطن    | 1998        | قيد الخدمة |
| CVN-74 |      | يو إس إس جون ستينيس     | 1995        | قيد الخدمة |
| CVN-75 |      | يو إس إس هاري ترومان    | 1998        | قيد الخدمة |
| CVN-76 |      | يو إس إس رونالد ريغان   | 2003        | قيد الخدمة |
| CVN-77 |      | يو إس إس جورج بوش       | 2009        | قيد الخدمة |